# Notholaena arequipensis
Notholaena arequipensis är en kantbräkenväxtart som beskrevs av William Ralph Maxon. Notholaena arequipensis ingår i släktet Notholaena och familjen Pteridaceae. Inga underarter finns listade.